# Un chant de Noël (film, 2001)
Pour les articles homonymes, voir Chant de Noël (homonymie).
Pour plus de détails, voir Fiche technique et Distribution.
Un chant de Noël (Christmas Carol: The Movie) est un film de Noël d'animation germano-britannique de Jimmy T. Murakami, sorti en 2001.

## Synopsis
En 1857, à Boston, le vieil avare Ebenezer Scrooge, se retrouve seul le soir de Noël. L'esprit de Noël va alors lui montrer tout le mal qu'il a fait autour de lui.

## Commentaire
- Cette histoire est tiré d'un conte de Charles Dickens.
- Ce film d'animation est sorti en France en décembre 2009.

## Fiche technique
- Titre : Un chant de Noël (titre DVD)
- Titre original : Christmas Carol: The Movie
- Titre québécois : Un conte de Noël
- Titre allemand : Ein Weihnachtsmärchen
- Réalisateur : Jimmy T. Murakami
- Scénaristes : Piet Kroon et Robert Llewellyn, d'après le conte éponyme de Charles Dickens
- Producteur : Iain Harvey
- Producteurs exécutifs : Rainer Mockert et Nik Powell
- Musique : Julian Nott
- Montage : Taylor Grant
- Format : Couleur - 1,85:1 - 35 mm
- Pays :  Royaume-Uni /  Allemagne
- Durée : 77 minutes (1h17)
- Box-office  Royaume-Uni : 1.372,998 £
- Date de sortie :
  -  Canada : 15 septembre 2001 (1re mondiale au Festival du film de Toronto)
  -  Belgique : 9 octobre 2001 (Festival international du film de Flandre)
  -  Royaume-Uni : 7 décembre 2001

## Distribution vocale
- Simon Callow (VF : André Valmy) : Ebenezer Scrooge
- Kate Winslet (VF : Mathilda May) : Belle
- Nicolas Cage (VF : Bernard Alane) : Jacob Marley
- Jane Horrocks (VF : Kelly Marot) : Fantôme de Noël du passé
- Michael Gambon (VF : Georges Caudron) : Fantôme de Noël du présent
- Rhys Ifans (VF : Emmanuel Jacomy) : Bob Cratchit
- Juliet Stevenson (VF : Véronique Augereau) : Mme Cratchit
- Robert Llewellyn (VF : Philippe Peythieu) : Vieux Joe
- Iain Jones (VF : Richard Darbois) : Fred
- Colin McFarlane (VF : Jean-Claude Donda) : Fezziwig
- Arthur Cox (VF : Michel Prud'homme) : Dr Lambert
- Keith Wickham (VF : Daniel Beretta) : M. Leach